# جلكى خزرية
الجَلَكَى الخَزَرية نسبة لبحر الخزر أو قزوين (الاسم العلمي: Caspiomyzon) هي جنس من الحيوانات المائية يتبع فصيلة الجلكية من رتبة الجلكيات.

## أنواع
جنس الجلكى الخزرية يضم نوع وحيد هو:
- الجَلَكَى القزوينية